# Cerambyx
Cerambyx – rodzaj dużych, ciemno ubarwionych chrząszczy z rodziny kózkowatych, w języku polskim określany zwyczajową nazwą kozioróg. Larwy koziorogów drążą korytarze w drewnie. W Palearktyce żyje 10 (11?) gatunków z tego rodzaju, głównie w Europie i  Afryce Północnej. W Polsce występują 2 z nich; znajdują się one pod ochroną gatunkową.

## Systematyka
- kozioróg dębosz (Cerambyx cerdo) – występuje w Polsce
- kozioróg bukowiec (Cerambyx scopoli) – występuje w Polsce
- Cerambyx velutinus – sięga po Słowację
- Cerambyx miles – sięga po Słowację
- Cerambyx carinatus – południowo-wschodnia Europa
- Cerambyx nodulosus – Włochy, Istria, Dalmacja, Grecja, południowy Półwysep Krymski, Kaukaz, Zakaukazie, Azja Mniejsza, turecka Armenia, Syria
- Cerambyx multiplicatus – występuje obecnie na wschodnim wybrzeżu Morza Kaspijskiego, południowo-wschodnim Zakaukaziu, wschodniej Armenii, północnym Iranie i w Turkmenistanie
- Cerambyx dux – podawany przez autorów sowieckich; występować ma w Grecji, na wybrzeżach czarnomorskich, Kaukazie, Zakaukaziu i na Bliskim Wschodzie[1]